# 鴻寶資源
鴻寶資源有限公司（港交所：1131），由廣興國際控股換取上市，現時業務主要印尼礦務及船務等。
現時業務比重最為印尼，同時硑發煤炭產品及銷售。

## 連結
- 鴻寶資源有限公司 （页面存档备份，存于）